# 陳思捷
陳思捷（英語：Cedric Chan），畢業於香港演藝學院，是一位融合古典與現代風格的鋼琴家、編曲家、作曲家及音樂會總監。他是著名本地二人組合「朱思馬即」成員，曾推出多張發燒演奏專輯，而第三專輯《命運》，更獲頒發「IFPI國際唱片業協會」最暢銷唱片獎項。

## 簡介
陳思捷是著名女鋼琴藝術家羅乃新的入室弟子，也是美籍香港女歌星李玟 (Coco Lee) 的鋼琴老師。他的演奏才華，在與本地色士風演奏家朱頴恒組成的「朱思馬即」得到充份展現。他們以創新即興手法演繹古典與爵士等音樂，尤其是他們改編自貝多芬的作品《給愛麗斯》獲得了極高的評價。陳思捷在2010年被唱片公司「現代音像」的林錫堅先生發掘，錄製了多張受歡迎的音樂專輯。他在2013年被台灣《音響論壇》總編輯劉漢盛先生推薦，在「棒喝 CD 100」排行榜中排名第17位。2016年，他獲得了「IFPI國際唱片業協會」盼發『最暢銷古典、戲曲唱片』大獎，並於同年成為TVB「今日VIP」專訪的嘉賓。
在音樂創作領域方面，陳思捷早於2001年已經簽約成為香港滾石唱片旗下創作人，曾得到了許多大師前輩的讚賞，如鮑比達、金培達和倫永亮。他曾為多位歌手製作歌曲並合作演出，包括彭羚、陳奕迅、露雲娜、吳浩康、關智斌、小肥、SOKO和泉素行、衛蘭、衛詩、關心妍、王君馨、鍾舒漫、鍾舒祺、江若琳、孫耀威、馬浚偉、Anders Nelsson、葉振棠、蘇如紅、蔣麗萍和陳松伶等。Cedric的處女作是彭羚的歌曲《幽靈》，發行於2001年。其代表性的流行作品，包括《先入為主》（2003年）、《棋王》（2004年）、《浪漫時代》（2006年，與吳浩康合作）、《24》（陳奕迅，2007年）《寵物的畢業禮》（小肥，2010年）和《我選擇笑》（蘇見信，2012年）等等。
2022年，香港歌手張威騰（Mark）推出了他的首張HIFI發燒唱片《流星似靜候》，並出席了廣州國際音響唱片展。這張唱片包含了多首熱門粵語歌曲，以及一首由陳思捷作曲的原創作品《流星似靜候》。這張唱片的製作陣容非常豪華，其中包括在錄音和製作領域享有絕對聲望的音樂大師鮑比達，音樂監製和編曲天才陳思捷，以及發燒音樂教父馮國偉。
在演藝圈中，男歌手吳浩康（Deep) ，是陳思捷的最佳拍擋，吳浩康在九展演唱會 「LISTEN TO DEEP Live 2017」介紹表演嘉賓陳思捷出場時，感激對方無論他遇到什麼情况，都用欣賞眼光看他。在尾場時歌迷偷偷準備了一張紫色手幅，在Deep唱出陳思捷曾經寫給他的歌曲《演唱會》時，舉起手幅上寫著的歌詞：「演唱會開得到若果星河燦爛」，Deep看見全場歌迷都舉起手幅，變成一片紫海的震撼畫面，立即感動流淚，更一度無法好好唱歌。表演過後，陳思捷更表示，全場歡呼、拍掌的畫面正是他創作《演唱會》這首歌時想著的畫面，其後二人相擁以示謝意。
由於陳思捷的信仰，他與福音男歌手陸東成和陸偉峰組成了Emmanuel，於2017年推出了專輯《MATT 6:33》。這張專輯中蘊含著許多具有警世意義和正向出路的歌曲MV，例如《如果妳再看著我》、《我選擇信》和《有天》。在2017年至2023年的期間裡，Cedric舉辦了多次盛大的福音音樂會「Madshow」，並與其他表演藝術家攜手宣揚基督教文化。
此外，陳思捷也致力於推動鋼琴教育，他曾在香港教育大學和香港伯樂音樂學院擔任教職，並且現在是「全港學生音樂比賽」的主要評委。許多知名人士也是他的學生，其中包括國際級歌手李玟（Coco Lee）和著名模特兒蔣怡等等。許多新一代年輕古典及流行音樂家也曾跟隨他的指導，例如音樂人莫凱謙、新進歌手伍關鍵（Thomas Alan Ng）和年輕鋼琴家王應淳（Anson Wong) 等等。
陳思捷同時也是兩個男孩的父親。在教導兒子彈琴的過程中，他發現了一套與幼兒溝通並表達音符的特殊教學法，即以繪圖方式呈現。他的大兒子陳歌林在兩歲半的時候已經在香港大會堂進行了音樂公開表演，並曾擔任《Oxfam樂施音樂馬拉松》的開幕表演嘉賓。他還多次受邀進行公開演奏，包括澳門文化中心的《打開心扉-關懷自閉症兒童音樂會2017》、朗豪坊的《玩具TV動漫音樂會》、『BAMS緬甸慈善音樂會2017』以及第廿七屆荃灣藝術節的《愛與夢想音樂會》等等。陳歌林曾獲得奧地利「布拉姆斯音樂學院」主辦的『第九屆布拉姆斯冬季音樂節2021』鋼琴比賽金獎。

## 音樂專輯

### 2009年
- 《Rhythms of Life 生命的節奏 Telly Chi 齊泰萱》

1. Prelude - Prayer 序曲
2. Set Me Free 得自由
3. Yesterday, Today, and Tomorrow 昨日今日明日
4. Again 再一次
5. Intermezzo 鋼琴獨奏
6. 全然為祢 With All I Am
7. 基督徒 Boogie Christian Boogie
8. Rock of My Salvation 救恩盤石
9. 詩篇63 Psalm 63
10. Finale 完結 - 祈禱

### 2010年
- 《詩Psalms 蔣麗萍 新曲+精選》

（影音使團／創世電視）
1. 謝謝祢的愛
2. 大能的手
3. 詩篇19 - 諸天述說神的榮耀
4. 華麗的未來
5. 耶穌恩友
6. 詩篇90 - 歸回
7. 讓我愛
8. 詩篇118 - 耶和華的右手施展大能
9. 詩篇1 - 義人的路
10. 祢真偉大
11. 主禱文

### 2011年
- 《謝謝祢的愛 朱思馬即》

（現代唱片）
1. 謝謝祢的愛 Thank You For Your Love
2. 可曾記得愛 Macross
3. 給愛麗斯 Fur Elise
4. Prequena Czarda
5. Vocalise
6. 不能遵守的諾言 Promise
7. 李香蘭
8. I Will Always Love You
9. 假如 If
10. Gurewich Concerto 2nd Movement
11. 降 Eb 大調夜曲作品九第二號 Nocturne in Eb Major Op.9 no.2
12. 鋼琴即興曲『獻給親愛的上帝』 Piano Improvisation "Dear Lord"

### 2012年
- 《Adia Chan 陳松伶 我和 TA 的成名曲》

（HMV 數碼中國）
1. 零時十分
2. 傾城
3. 風繼續吹
4. 細水長留
5. 絕戀
6. 發誓
7. 星
8. 祝君好
9. 直至消失天與地
10. 生命因愛動聽

- 《ETERNAL屬於永恆 朱思馬即》

（現代唱片）
1. Eternal 屬於永恆
2. New Everlasting Love 新不了情
3. Moment Together 相聚一刻
4. Night Club 探伐音樂之父名作
5. Pavane 孔雀舞曲 Op.50
6. Carnival of Venice 威尼斯狂歡節
7. Piano Improvisation 鋼琴即興曲
8. Gurewich Concerto 1st Movement 古利華治協奏曲第一樂章
9. Lily in The Valley 谷中百合花
10. Unreserved Love 愛是不保留
11. Sealed with a Kiss
12. Encore4 「朱」穎恆、陳「思」捷「馬」上「即」興

### 2015年
- 《DESTINY命運  朱思馬即》

（現代唱片）
1. Black And Blue 黑與藍
2. The Pink Panther 粉紅豹
3. Aria 詠嘆調
4. Gurewich Concerto 3rd Movement Op.102 古利華治協奏曲第三樂章作品
5. 如果妳在看著我
6. Spanish Dance No.2 "Oriental" 西班牙舞曲第二樂章“東方”
7. Tango-Etudes No.3 探戈練習曲第三練章
8. 但願人長久 May We All Be Blessed With Longevity
9. My Destiny 我的命運 來自星星的你主題曲
10. Always On My Mind "Feat. Anders Nelsson" 常在我心間
11. Hallelujah 哈利路亞

### 2017年
- 《MATT 6:33 Emmanuel》

（Good Lamb Music 歌林音樂 (香港)）
1. Matt 6:33
2. 主禱文 (The Lord's Prayer)
3. 如果妳在看著我 (If You Could See Me)
4. 一隻小羊 (One Little Lamb)
5. 我選擇信 (I Choose To Believe)
6. 我愛祢比這些更深麼 (Am I Love You More Than These)
7. 再說謝謝祢 (Thank You Once Again)

### 2022年
- 《流星似靜候 張威騰》[4]

（廣州里奧音樂有限公司 (LECD)）
1. 遲來的春天
2. 沉默的眼睛
3. 流星似靜候 原創歌曲
4. 一千零一夜
5. 今天我非常寂寞
6. 愛我別走
7. 細水長流
8. 心動 純音樂
9. 別了秋天 現場版
10. DON'T TEXT HIM 現場版

### 2023年
- 《為祢蓁情 王蓁蓁》

（Good Lamb Music 歌林音樂 (香港)）
1. Prelude (序曲)
2. 誰曾應許
3. 是祢應許
4. 愛是不保留
5. Intermezzo (間奏曲)
6. 這是什麼道理
7. 祢杖祢竿
8. 為祢蓁情
9. Soundtrack 是祢應許
10. Soundtrack 為祢蓁情

## 評價
- 華語流行音樂教父鮑比達，在《2022高級視聽展》的唱片發佈活動，公開表揚陳思捷在《流星似靜候》大碟的制作表現：「這是我第一次能夠聽到，classical 古典和 pop 流行，混合得非常合適，這方面是 Cedric 的能力，做得非常好！」[5]

- 「思捷的鋼琴技藝無械可擊，改編手法既獨特，又動聽。」- 廣州發燒錄音名家 Leo 馮煒國大師

- 電影音樂大師金培達，曾於 2017 年對陳思捷製作的福音大碟《Matt 6:33》(Emmanuel)，作出的碟評：「時代的觸角，嚴謹的製作，讓我們反思自己的信仰，是不可多得的現代福音專輯。」

- 『青年鋼琴家陳思捷，在 George Gershwin 地道的美利堅音樂 Rhapsody in Blue 盡情揮灑，輕觸琴鍵，無論快板慢板，技巧自如，頗有彈協奏曲的風度。』-「爾雅集」樂評人明玉（2016）

## 歌曲創作列表

### 2001年
- 彭羚 - 幽靈（曲）

### 2003年
- 吳浩康 - 先入為主（曲）

### 2004年
- 吳浩康 - 棋王（曲）

### 2005年
- 吳浩康 - 浪漫時代（曲）

### 2006年
- 吳浩康 - 大人的遊戲（曲）
- 陳奕迅 - 24（曲）

### 2007年
- 王貽興 - 潛水艇（曲、詞）

第19屆CASH流行曲創作大賽入圍決賽作品

### 2008年
- 吳浩康 - 迷（曲、編）
- 江若琳 - 變走他（曲）
- 江若琳 - 旁觀者傷（編）
- 孫耀威 - 眼閉（編）
- 關智斌 - 我看比利（曲）
- 關智斌 - 成人禮（曲）
- 小肥 - 寵物的畢業禮（曲）
- 李駿宇 - 案發現場（曲）
- 張致恆 - 大巴比倫（編）

### 2009年
- 王凱駿 - 兵捉賊（曲）
- 江若琳 - 眼淚無用（編）
- 齊泰萱 - Prelude - Prayer 序曲（曲、編）
- 齊泰萱 - Set Me Free 得自由（編）
- 齊泰萱 - Yesterday, Today, and Tomorrow 昨日今日明日（編）
- 齊泰萱 - Again 再一次（曲、編）
- 齊泰萱 - Intermezzo 鋼琴獨奏（編）
- 齊泰萱 - 全然為祢 With All I Am（編）
- 齊泰萱 - 基督徒 Boogie Christian Boogie（編）
- 齊泰萱 - Rock of My Salvation 救恩盤石（編）
- 齊泰萱 - 詩篇63 Psalm 63（編）
- 齊泰萱 - Finale 完結 - 祈禱（曲、編）

### 2010年
- 蔣麗萍 - 謝謝祢的愛（曲、詞、編、監）
- 蔣麗萍 - 大能的手（曲、詞、編、監）
- 蔣麗萍 - 詩篇19 - 諸天述說神的榮耀（編、監）
- 蔣麗萍 - 華麗的未來（編、監）
- 蔣麗萍 - 耶穌恩友（編、監）
- 蔣麗萍 - 詩篇90 - 歸回（編、監）
- 蔣麗萍/陳思捷 - 讓我愛（編、監）
- 蔣麗萍 - 詩篇118 - 耶和華的右手施展大能（編、監）
- 蔣麗萍 - 詩篇1 - 義人的路（編、監）
- 蔣麗萍 - 祢真偉大（編、監）
- 蔣麗萍 - 主禱文（編、監）

### 2011年
- 李駿宇 - 案發現場（曲）
- 謝芊彤 - 耶穌哭了（編）
- 朱思馬即 - 謝謝祢的愛 Thank You For Your Love（曲）
- 朱思馬即 - 給愛麗斯 Fur Elise（編）
- 朱思馬即 - 鋼琴即興曲『獻給親愛的上帝』 Piano Improvisation "Dear Lord"（曲）

### 2012年
- 陳松伶 - 零時十分（編）
- 陳松伶 - 傾城（編）
- 陳松伶 - 風繼續吹（編）
- 陳松伶 - 細水長留（編）
- 陳松伶 - 絕戀（編）
- 陳松伶 - 發誓（編）
- 陳松伶 - 星（編）
- 陳松伶 - 祝君好（編）
- 陳松伶 - 直至消失天與地（編）
- 陳松伶 - 生命因愛動聽（編）
- 朱思馬即 - Eternal 屬於永恆（曲）
- 朱思馬即 - New Everlasting Love 新不了情（編）
- 朱思馬即 - Moment Together 相聚一刻（編）
- 朱思馬即 - Unreserved Love 愛是不保留（編）
- 朱思馬即/Anders Nelsson - Sealed with a kiss（編）
- 葉振棠 - 笛子姑娘（編）[6]
- 蘇如紅 - 完全因你（編）

### 2013年
- 蘇見信 - 我選擇笑（曲）台灣偶像劇《結婚好嗎？》插曲
- 蘇見信 - 太（曲）

《我選擇笑》廣東版

### 2015年
- 朱思馬即 - 如果妳在看著我（曲）
- 朱思馬即 - My Destiny 我的命運（編）《來自星星的你》主題曲
- 朱思馬即 - 但願人長久 May We All Be Blessed With Longevity（編）
- 朱思馬即/Anders Nelsson - Always On My Mind 常在我心間（編）
- 朱思馬即/Anders Nelsson - Hallelujah 哈利路亞（編）
- 宏信書院 校歌（曲、編、監）

《On My Way》（英）
《宏信念》（廣）

### 2017年
- 陸東成（Emmanuel）- Matt 6:33（曲、詞、編、監）
- 陸東成（Emmanuel）- 主禱文 The Lord's Prayer（曲、編、監）
- 陳思捷（Emmanuel）- 如果妳在看著我 If You Could See Me（曲、詞、編、監）
- 陸東成（Emmanuel）- 一隻小羊 One Little Lamb（曲、詞、編、監）
- 陸東成（Emmanuel）- 我選擇信 I Choose To Believe（曲、詞、編、監）
- 陸東成（Emmanuel）- 我愛祢比這些更深麼 Am I Love You More Than These（曲、詞、編、監）
- 陸東成（Emmanuel）- 再說謝謝祢 Thank You Once Again（曲、詞、編、監）

### 2018年
- 吳浩康 - 演唱會（曲、詞）

原曲：大人的遊戲
- 謝文雅 - 星璇（編、監）《雲上有太陽》主題曲
- 基督教挪威差會主辦信義中英文幼稚園 校歌（曲、詞、編、監）

### 2021年
- 基督教神召會梁省德小學 校歌《Grow In Love》（曲、詞）

### 2022年
- 陸東成（Emmanuel）- 有天（曲、編、監）
- 張威騰 - 遲來的春天（編、監）
- 張威騰 - 沉默的眼睛（編、監）
- 張威騰 - 流星似靜候 原創歌曲（曲、編、監）
- 張威騰 - 一千零一夜（編、監）
- 張威騰 - 今天我非常寂寞（編、監）
- 張威騰 - 愛我別走（編、監）
- 張威騰 - 細水長流（編、監）
- 張威騰 - 心動 純音樂（編、監）
- 張威騰 - 別了秋天 現場版（監）
- 張威騰 - DON'T TEXT HIM 現場版（監）

### 2024年
- 李禹燊 - 《沿途有你》（曲、編、監）
- 蔡晉軒 -《求主應允》（編）
- 趙錦恩 -《緊握祢手》（編）
- 黃永賢 -《少年的祈禱》（編）
- 余思敏 -《耶穌的溫柔將我扶起》（編）
- 甄樂婷 -《掙扎》（與甄樂婷編曲）
- 馬嘉偉 Ren -《尋覓新方向》（與鄭逸新編曲）
- 樊曉璁 -《暗室禱文》（與李晴編曲）
- 焦采溢 -《無盡真愛》（編）
- 施詠輝／潘敬文 -《請祢傾聽 Please Listen》（編）
- 史汶𨪚 -《煥然恩雨》（編）
- 李惠淳 -《重新得力》（編）
- 趙錦恩 -《在旅途的這一站》（編）

### 2025年
- 黃峻𤋮 - 《拖多幾百天》（曲）

## 配樂作品

### 廣告音樂
- 2014年：MasterCard Priceless Surprises: 母親節難忘一刻
- 2015年：MasterCard PricelessNYE: 無價除夕－14年後的團聚

### 電視電影配樂
- 2009年：彭順作品《愛情故事》
- 2013年：台灣偶像劇《結婚好嗎？》插曲：《我選擇笑》作曲

## 獎項
- 勁歌金曲優秀選第一回 (2005)

優秀選得獎歌曲 - 吳浩康《浪漫時代》
- IFPI香港唱片銷量大獎 (2015)

最暢銷古典、戲曲唱片 - 朱思馬即《朱思馬即 - 命運》

## 音樂會
| 日期                                                              | 名稱                                                          | 音樂總監      | 地點                            | 備註 |
| ----------------------------------------------------------------- | ------------------------------------------------------------- | ------------- | ------------------------------- | --- |
| 2024年9月21日(晚上7時30分)                                        | 律動音符音樂演奏會                                            | 陳思捷        | 沙田大會堂文娛廳                | 主辦單位：譜揚音樂及藝術基金 演奏：雷麗麗(小提琴)、陳思捷(鋼琴)、馮逸山(單簧管)、葉俊禧(大提琴) |
| 2024年8月10日                                                     | 吳浩康 - 「男歌」演唱會                                       | 關禮琛/陳思捷 | 胡李名靜體育館                  | |
| 2024年5月4日                                                      | 《Still Alive》吳浩康演唱會澳門站                             | 關禮琛/陳思捷 | 澳門百老匯                      | |
| 2024年2月24日                                                     | 吳浩康《Deep Reborn Live 2024》                               | 關禮琛/陳思捷 | 海洋公園 AQUALAND               | Highlight：吳浩康太太郭思琳抱着歲半兒子全程在後台默默支持，ERROR成員吳保錡、音樂人伍仲衡、前DJ周國豐、莊韻澄等現身捧場。                                                                                                 |
| 2023年7月18日                                                     | MUXIC主辦：愛基金10周年慈善音樂會MAD SHOW 3《偶然.遇上.傳奇》 | 陳思捷        | 九龍灣展貿中心 Star Hall        | Highlight：愛基金創辦人及主席蔣麗萍小姐和MUXIC創辦人及行政總裁鄒健宏先生及帶領一眾關愛社會的音樂製作人、藝人及藝術家包括衛蘭、衛詩、王君馨、鍾舒漫、鍾舒祺、吳浩康、日籍歌手Soko和泉素行、歌林仔，沙畫家胡藹的等傾力演出 |
| 2019年12月30日(晚上8時15分)                                       | DEEP 2019+1 吳浩康演唱會                                      | 唐奕聰        | 旺角麥花臣場館                  | Band Leader：陳思捷 |
| 2019年3月2日 , 6日-9日(晚上8時)、2019年3月3日 , 9日-10日(下午3時) | 陪着你走                                                      | 李端嫻        | 葵青劇院演藝廳                  | 編劇李恩霖、導演鄧偉傑、陳思捷 飾演：阿捷、同劇演員：周國賢、游學修、章尾而、張蔓姿 |
| 2018年2月5日(晚上7時30分)                                         | Mad Show 2                                                    | 陳思捷        | 浸會大學大學會堂                | 導演：袁立強 特別嘉賓：關心妍、吳浩康、古典現代演奏組合朱思馬即 親情客串：歌林仔 |
| 2017年12月9日-10日(晚上8時15分)                                   | 吳浩康LISTEN TO DEEP演唱會                                    | 唐奕聰        | 九龍灣國際展貿中心匯星Star Hall | 表演嘉賓：陳思捷 |
| 2017年12月3日(晚上7時30分)                                        | 愛與夢想音樂夜 (An Evening of Love & Dream with Music)        |               | 荃灣大會堂文娛廳                | 節目主持：鋼琴家陳思捷爸爸與小歌林 表演嘉賓：朱思馬即、陸東成 、莫凱謙等 Highlights：Emmanuel《我選擇信》、莫凱謙《無花果》                                                                                              |
| 2017年3月10日(晚上8時)                                            | 愛臨香江拉闊金曲開心夜籌款晚會                                |               | 香港文化中心音樂廳              | 表演嘉賓：陳思捷 (鋼琴福音歌曲)、周慧敏、關心妍等 |
| 2017年1月20日(晚上7時30分)                                        | Mad Show 我們顛狂 . 是為神                                    | 陳思捷        | 浸會大學大學會堂                | 特別嘉賓：鋼琴大師羅乃新、沙畫師胡藹的 |
| 2016年11月5日(晚上7時30分)                                        | 樂聚．管樂「民族‧ 革命」                                      | 葉俊傑        | 沙田大會堂演奏廳                | Highlights：George Gershwin 美利堅音樂《Rhapsody in Blue》、柴可夫斯基《1812序曲》 |
| 2010年5月24日(晚上8時)                                            | 長笛鋼琴演奏會 (Flute & Piano Recital)                        |               | 西灣河文娛中心劇院              | 長笛演奏：黃景行 Peter 嘉賓：王耀宗、謝家儀、朱慧芬、姜健欣(長笛四重奏) 黃家昌(吉他) |
| 2009年4月9日(晚上8時)                                             | 朱思馬即 2 (Chu Sze Magic 2)                                  |               | 香港文化中心音樂廳              | Highlights：久石讓《Laputa》 |
| 2008年6月7日(晚上7時30分)                                         | 弦慟希望心 - 慈善鋼琴音樂會                                   |               | 香港大會堂音樂廳                | 其他演出鋼琴家：羅乃新、倫永亮、楊習禮、徐偉賢等 |
| 2007年12月26日(晚上8時30分)                                       | 朱思馬即 (Chu Sze Magic)                                      |               | 葵青劇院演藝廳                  | |

## 參演電影及電視劇
- 2000年：新鮮人 飾 鋼琴演奏
- 2003年：衝上雲霄 飾 鋼琴演奏
- 2004年：一屋兩家三姓人 飾 鋼琴演奏
- 2008年：一個好爸爸 飾 鋼琴演奏
- 2017年：明月幾時有 飾 鋼琴演奏

## 外部連結
- 陳思捷的Facebook專頁
- 陳思捷的Instagram帳戶